# كريس ريتشارد (كرة سلة)
كريس ريتشارد (بالإنجليزية: Chris Richard)‏ مواليد 25 ديسمبر 1984 في ليكلاند، هو لاعب كرة سلة أمريكي معتزل بدأ مسيرته الاحترافية في سنة 2007 حيث تم اختياره من قبل فريق مينيسيوتا تيمبر وولفز خلال الدرافت،. يبلغ طوله 6 قدم 9 بوصة (2.1 م). اعتزل اللعب في 2011.

## فرق لعب لها
- مينيسيوتا تيمبر وولفز
- شيكاغو بولز
- لياونينغ فلاينج ليباردز

## إحصائيات المسيرة

### الموسم الاعتيادي
| السنة   | الفريق                | لعب | بدأ | دقيقة | ميداني% | ثلاثية | حرة  | ارتداد | صنع | استلاب | تصدي | نقطة |
| ------- | --------------------- | --- | --- | ----- | ------- | ------ | ---- | ------ | --- | ------ | ---- | ---- |
| 2007–08 | مينيسيوتا تيمبر وولفز | 54  | 3   | 10.7  | .471    | .000   | .593 | 2.6    | .3  | .2     | .2   | 1.9  |
| 2009–10 | شيكاغو بولز           | 18  | 0   | 12.4  | .517    | .000   | .636 | 3.3    | .4  | .4     | .2   | 2.1  |
| المسيرة |                       | 70  | 3   | 11.1  | .4u3    | .000   | .605 | 2.8    | .4  | .3     | .2   | 1.9  |

### التصفيات
| السنة   | الفريق      | لعب | بدأ | دقيقة | ميداني% | ثلاثية | حرة  | ارتداد | صنع | استلاب | تصدي | نقطة |
| ------- | ----------- | --- | --- | ----- | ------- | ------ | ---- | ------ | --- | ------ | ---- | ---- |
| 2010    | شيكاغو بولز | 2   | 0   | 2.5   | .000    | .000   | .000 | 1.5    | .0  | .0     | .0   | .0   |
| المسيرة |             | 2   | 0   | 2.5   | .000    | .000   | .000 | 1.5    | .0  | .0     | .0   | .0   |

## روابط خارجية
- كريس ريتشارد على موقع إن بي أي (الإنجليزية)
- كريس ريتشارد على موقع سبورتس رفرنس (الإنجليزية)
- كريس ريتشارد على موقع كرة السلة الأوروبية.كوم (الإنجليزية)
- كريس ريتشارد على موقع كلية كرة السلة في سبورتس رفرنس.كوم (الإنجليزية)
- كريس ريتشارد على موقع ريلجم (الإنجليزية)
- كريس ريتشارد على موقع بروبوليرز (الإنجليزية)
- كريس ريتشارد على موقع سبورتس رفرنس (الإنجليزية)